# Phylloxiphia illustris
Phylloxiphia illustris es una polilla de la  familia Sphingidae. Vuela en los bosques bajos de Liberia al Congo y Uganda occidental.
Su envergadura es de 27 a 29 mm. El ala delantera y el cuerpo es color paja. El ala delantera  tiene un número de irregular, de líneas transversales oscuras. El fleco es oscuro marrón. 